# Bilal Mohammed
Bilal Mohammed (arabul: بلال محمد; 1986. június 2. –) szudáni származású katari válogatott labdarúgó, az Al-Gharrafa hátvédje. Ő lőtte az Irak elleni 2006-os Ázsia-játékok döntőjének egyetlen gólját.

## Pályafutása

### Klubcsapatokban
Ifjúsági játékosként az Al-Gharafaban ismerkedett meg a sportág alapjaival. A 183 cm magas védőjátékos 2003-ban mutatkozott be a Katari bajnokság első osztályában. Ezután a pályafutása nagy részét is az Al-Gharafa klubnál töltötte, 180 bajnoki mérkőzésen 9 gólt szerzett.

### A válogatottban
2003-ban játszotta első nemzetközi mérkőzését Katar színeiben: az Algéria elleni barátságos találkozón Franciaországban.
Ő szerezte azt a gólt, amellyel Katar aranyérmet szerzett a 2006-os Ázsia-játékokon Irak ellen az 1–0-ra végződő találkozón.
2013. november 19-én 100-szor játszott a katari válogatottban Malajzia ellen.
2003 és 2014 között 108 alkalommal lépett pályára hazája válogatottjában, és két gólt szerzett. Négy alkalommal vett részt az Ázsia-kupán.